# Estonské číslovky
Estonské číslovky se stejně jako jména skloňují. V tabulce jsou uvedeny základní číslovky v nominativu, genitivu a partitivu.

## Základní číslovky
| Nominativ       | Genitiv        | Partitiv        | Česky        |
| --------------- | -------------- | --------------- | ------------ |
| null            | nulli          | nulli           | nula         |
| üks             | ühe            | üht(e)          | jedna        |
| kaks            | kahe           | kaht(e)         | dvě          |
| kolm            | kolme          | kolme           | tři          |
| neli            | nelja          | nelja           | čtyři        |
| viis            | viie           | viit            | pět          |
| kuus            | kuue           | kuut            | šest         |
| seitse          | seitsme        | seitset         | sedm         |
| kaheksa         | kaheksa        | kaheksat        | osm          |
| üheksa          | üheksa         | üheksat         | devět        |
| kümme           | kümne          | kümmet          | deset        |
| üksteist        | üheteistkümne  | ühteteistkümmet | jedenáct     |
| kaksteist       | kaheteistkümne | kahtteistkümmet | dvanáct      |
| kakskümmend     | kahekümne      | kahtkümmend     | dvacet       |
| kakskümmend üks | kahekümne ühe  | kahtkümmend üht | dvacet jedna |
| kolmkümmend     | kolmekümne     | kolmekümmend    | třicet       |
| nelikümmend     | neljakümne     | nejlakümmend    | čtyřicet     |
| viikümmend      | viiekümne      | viitkümmend     | padesát      |
| kuuskümmend     | kuuekümne      | kuutkümmend     | šedesát      |
| seitsekümmend   | seitsmekümne   | seitsetkümmend  | sedmdesát    |
| kaheksakümmend  | kaheksakümne   | kaheksatkümmend | osmdesát     |
| üheksakümmend   | -              | -               | devadesát    |
| sada            | saja           | sada/sadat      | sto          |
| tuhat           | tuhande        | tuhandet        | tisíc        |
| milion          | milioni        | miljonit        | milion       |
| miljard         | miljardi       | miljardit       | miliarda     |

## Řadové číslovky
Přehled řadových číslovek jedna až deset v nominativu, genitivu a partitivu:
| Nominativ | Genitiv    | Partitiv    | Česky  |
| --------- | ---------- | ----------- | ------ |
| esimene   | esimese    | esimest     | první  |
| teine     | teise      | teist       | druhý  |
| kolmas    | kolmanda   | kolmandat   | třetí  |
| neljas    | neljanda   | neljandat   | čtvrtý |
| viies     | viienda    | viiendat    | pátý   |
| kuues     | kuuenda    | kuuendat    | šestý  |
| seitsmes  | seitsmenda | seitsmendat | sedmý  |
| kaheksas  | kaheksanda | kaheksandat | osmý   |
| üheksas   | üheksanda  | üheksandat  | devátý |
| kümnes    | kümnenda   | kümnendat   | desátý |